# Intacto
Intacto is een Spaanse film uit 2001, geregisseerd door Juan Carlos Fresnadillo.

## Verhaal
Samuel Berg (Max von Sydow) is een overlevende van een concentratiekamp en runt tegenwoordig een casino. Een van zijn werknemers is Federico (Eusebio Poncela), een man die het geluk van andere mensen "steelt". Na een woordenwisseling tussen Samuel en Federico,  ontneemt Samuel Federico's gave. Federico gaat op zoek naar de gelukkigste man en vindt Tomás (Leonardo Sbaraglia), de enige overlevende van een vliegtuigongeluk. Federico wil het geluk van Tomás gebruiken om wraak te nemen op Samuel.

## Rolverdeling
| Acteur             | Personage |
| ------------------ | --------- |
| Leonardo Sbaraglia | Tomás     |
| Eusebio Poncela    | Federico  |
| Mónica López       | Sara      |
| Antonio Dechent    | Alejandro |
| Max von Sydow      | Sam       |
| Guillermo Toledo   | Horacio   |
| Paz Gómez          | Ana       |
| Luis Mesonero      | Gerard    |

## Ontvangst

### Recensies
Op Rotten Tomatoes geeft 72% van de 72 recensenten de film een positieve recensie, met een gemiddelde score van 6,47/10. Metacritic komt tot een score van 59/100, gebaseerd op 25 recensies.
De Volkskrant schreef: "Het scenario mag wat onevenwichtig zijn (niet alle karakters komen even goed uit de verf en de finale stelt teleur), maar het roept wel interessante vragen op, is verre van voorspelbaar, en barst van de originele ideeën. Dat is zeldzaam, en maakt Intacto tot een bijzonder avontuur." NRC schreef: "De manier waarop Intacto iets lichts, speels en ongrijpbaars als geluk omvormt in een loodzware boetedoening, is cynisch en spannend tegelijk."

### Prijzen en nominaties
Een selectie: 
| Jaar | Prijs                          | Categorie                  | Genomineerde                                                                        | Resultaat   |
| ---- | ------------------------------ | -------------------------- | ----------------------------------------------------------------------------------- | ----------- |
| 2002 | Premios Goya (16de uitreiking) | Beste acteur               | Eusebio Poncela                                                                     | Genomineerd |
| 2002 | Premios Goya (16de uitreiking) | Beste mannelijke bijrol    | Antonio Dechent                                                                     | Genomineerd |
| 2002 | Premios Goya (16de uitreiking) | Beste debuterend acteur    | Leonardo Sbaraglia                                                                  | Gewonnen    |
| 2002 | Premios Goya (16de uitreiking) | Beste debuterend regisseur | Juan Carlos Fresnadillo                                                             | Gewonnen    |
| 2002 | Premios Goya (16de uitreiking) | Beste camerawerk           | Xavi Giménez                                                                        | Genomineerd |
| 2002 | Premios Goya (16de uitreiking) | Beste enscenering          | César Macarrón                                                                      | Genomineerd |
| 2002 | Premios Goya (16de uitreiking) | Beste productieontwerp     | José Luis Jiménez                                                                   | Genomineerd |
| 2002 | Premios Goya (16de uitreiking) | Beste speciale effecten    | Félix Bergés, Pau Costa, Carlos Martínez, Ana Núñez, Antonio Ojeda, Raúl Romanillos | Genomineerd |
| 2003 | Fantasporto                    | Beste film                 | Intacto                                                                             | Gewonnen    |
| 2003 | Fantasporto                    | Beste scenario             | Juan Carlos Fresnadillo, Andrés M. Koppel                                           | Gewonnen    |